# Kentucky Derby
Il Kentucky Derby è una competizione ippica riservata ai purosangue inglesi di tre anni, che si corre sulla distanza di metri 2.011,98 ossia un miglio e un quarto.
Si svolge annualmente dal 1875 all'ippodromo Churchill Downs di Louisville nel Kentucky (Stati Uniti d'America).

## Albo d'oro
| Anno | Vincitore         | Fantino             | Allenatore             | Proprietario                         | Tempo   |
| ---- | ----------------- | ------------------- | ---------------------- | ------------------------------------ | ------- |
| 2025 | Sovereignty       | Junior Alvarado     | William I. Mott        | Godolphin                            | 2:02.31 |
| 2024 | Mystik Dan        | Brian Hernandez Jr. | Kenneth G. McPeek      | Lance Gasaway                        | 2:03.34 |
| 2023 | Mage              | Javier Castellano   | Gustavo Delgado        | OGMA Investments                     | 2:01.57 |
| 2022 | Rich Strike       | Sonny Leon          | Eric Reed              | RED TR-Racing                        | 2:02.61 |
| 2021 | Mandaloun         | Florent Geroux      | Brad Cox               | Juddmonte                            | 2:01.02 |
| 2020 | Authentic         | John Velazquez      | Bob Baffert            | Spendthrift Farm LLC                 | 2:00.61 |
| 2019 | Country House     | Flavien Prat        | Bill Mott              | Mrs. J.V. Shields Jr.                | 2:03.93 |
| 2018 | Justify           | Mike E. Smith       | Bob Baffert            | China Horse Club                     | 2:04.20 |
| 2017 | Always Dreaming   | John Velazquez      | Todd Pletcher          | MeB Racing                           | 2:03.59 |
| 2016 | Nyquist           | Mario Gutierrez     | Doug O'Neill           | J. Paul Reddam                       | 2:01.31 |
| 2015 | American Pharoah  | Victor Espinoza     | Bob Baffert            | Ahmed Zayat                          | 2:03.02 |
| 2014 | California Chrome | Victor Espinoza     | Art Sherman            | Steve Coburn & Perry Martin          | 2:03.66 |
| 2013 | Orb               | Joel Rosario        | Claude McGaughey III   | Stuart S. Janney III / Phipps Stable | 2:02.89 |
| 2012 | I'll Have Another | Mario Gutierrez     | Doug O'Neill           | J. Paul Reddam                       | 2:01.83 |
| 2011 | Animal Kingdom    | John Velazquez      | H. Graham Motion       | Team Valor                           | 2:02.04 |
| 2010 | Super Saver       | Calvin Borel        | Todd Pletcher          | WinStar Farm                         | 2:04.45 |
| 2009 | Mine That Bird    | Calvin Borel        | Bennie L. Woolley, Jr. | Double Eagle Ranch et al.            | 2:02.66 |
| 2008 | Big Brown         | Kent Desormeaux     | Richard E. Dutrow, Jr. | IEAH Stables / P. Pompa              | 2:01.82 |
| 2007 | Street Sense      | Calvin Borel        | Carl Nafzger           | James B. Tafel                       | 2:02.17 |
| 2006 | Barbaro           | Edgar Prado         | Michael R. Matz        | Lael Stables                         | 2:01.36 |
| 2005 | Giacomo           | Mike E. Smith       | John Shirreffs         | Jerry & Ann Moss                     | 2:02.75 |
| 2004 | Smarty Jones      | Stewart Elliott     | John Servis            | Someday Farm                         | 2:04.06 |
| 2003 | Funny Cide        | Jose Santos         | Barclay Tagg           | Sackatoga Stable                     | 2:01.19 |
| 2002 | War Emblem        | Victor Espinoza     | Bob Baffert            | Thoroughbred Corp.                   | 2:01.13 |
| 2001 | Monarchos         | Jorge F. Chavez     | John T. Ward Jr.       | John C. Oxley                        | 1:59.97 |
| 2000 | Fusaichi Pegasus  | Kent Desormeaux     | Neil Drysdale          | Fusao Sekiguchi                      | 2:01.00 |
| 1999 | Charismatic       | Chris Antley        | D. Wayne Lukas         | Bob & Beverly Lewis                  | 2:03.20 |
| 1998 | Real Quiet        | Kent Desormeaux     | Bob Baffert            | Michael E. Pegram                    | 2:02.20 |
| 1997 | Silver Charm      | Gary Stevens        | Bob Baffert            | Bob & Beverly Lewis                  | 2:02.40 |
| 1996 | Grindstone        | Jerry Bailey        | D. Wayne Lukas         | Overbrook Farm                       | 2:01.00 |
| 1995 | Thunder Gulch     | Gary Stevens        | D. Wayne Lukas         | Michael Tabor                        | 2:01.20 |
| 1994 | Go for Gin        | Chris McCarron      | Nick Zito              | Condren & Cornacchia                 | 2:03.60 |
| 1993 | Sea Hero          | Jerry Bailey        | MacKenzie Miller       | Rokeby Stables                       | 2:02.40 |
| 1992 | Lil E. Tee        | Pat Day             | Lynn S. Whiting        | W. Cal Partee                        | 2:03.00 |
| 1991 | Strike the Gold   | Chris Antley        | Nick Zito              | BCC Stable                           | 2:03.00 |
| 1990 | Unbridled         | Craig Perret        | Carl Nafzger           | Frances A. Genter                    | 2:02.00 |
| 1989 | Sunday Silence    | Pat Valenzuela      | Charlie Whittingham    | H-G-W Partners                       | 2:05.00 |
| 1988 | Winning Colors    | Gary Stevens        | D. Wayne Lukas         | Eugene V. Klein                      | 2:02.20 |
| 1987 | Alysheba          | Chris McCarron      | Jack Van Berg          | D. & P. Scharbauer                   | 2:03.40 |
| 1986 | Ferdinand         | Bill Shoemaker      | Charlie Whittingham    | Elizabeth A. Keck                    | 2:02.80 |
| 1985 | Spend A Buck      | Angel Cordero Jr.   | Cam Gambolati          | Dennis Diaz                          | 2:00.20 |
| 1984 | Swale             | Laffit Pincay Jr.   | Woody Stephens         | Claiborne Farm                       | 2:02.40 |
| 1983 | Sunny's Halo      | Eddie Delahoussaye  | David C. Cross Jr.     | D. J. Foster Stable                  | 2:02.20 |
| 1982 | Gato Del Sol      | Eddie Delahoussaye  | Edwin J. Gregson       | Hancock & Peters                     | 2:02.40 |
| 1981 | Pleasant Colony   | Jorge Velasquez     | John P. Campo          | Buckland Farm                        | 2:02.00 |
| 1980 | Genuine Risk      | Jacinto Vasquez     | LeRoy Jolley           | Diana M. Firestone                   | 2:02.00 |
| 1979 | Spectacular Bid   | Ronnie Franklin     | Bud Delp               | Hawksworth Farm                      | 2:02.40 |
| 1978 | Affirmed          | Steve Cauthen       | Laz Barrera            | Harbor View Farm                     | 2:01.20 |
| 1977 | Seattle Slew      | Jean Cruguet        | William H. Turner Jr.  | Karen L. Taylor                      | 2:02.20 |
| 1976 | Bold Forbes       | Angel Cordero Jr    | Laz Barrera            | E. Rodriguez Tizol                   | 2:01.60 |
| 1975 | Foolish Pleasure  | Jacinto Vasquez     | LeRoy Jolley           | John L. Greer                        | 2:02.00 |
| 1974 | Cannonade         | Angel Cordero Jr.   | Woody Stephens         | John M. Olin                         | 2:04.00 |
| 1973 | Secretariat       | Ron Turcotte        | Lucien Laurin          | Meadow Stable                        | 1:59.40 |
| 1972 | Riva Ridge        | Ron Turcotte        | Lucien Laurin          | Meadow Stud                          | 2:01.80 |
| 1971 | Canonero II       | Gustavo Avila       | Juan Arias             | Edgar Caibett                        | 2:03.20 |
| 1970 | Dust Commander    | Mike Manganello     | Don Combs              | Robert E. Lehmann                    | 2:03.40 |
| 1969 | Majestic Prince   | Bill Hartack        | Johnny Longden         | Frank M. McMahon                     | 2:01.80 |
| 1968 | Forward Pass      | Ismael Valenzuela   | Henry Forrest          | Calumet Farm                         | 2:02.20 |
| 1967 | Proud Clarion     | Bobby Ussery        | Loyd Gentry Jr.        | Darby Dan Farm                       | 2:00.60 |
| 1966 | Kauai King        | Don Brumfield       | Henry Forrest          | Ford Stable                          | 2:02.00 |
| 1965 | Lucky Debonair    | Bill Shoemaker      | Frank Catrone          | Ada L. Rice                          | 2:01.20 |
| 1964 | Northern Dancer   | Bill Hartack        | Horatio Luro           | Windfields Farm                      | 2:00.00 |
| 1963 | Chateaugay        | Braulio Baeza       | James P. Conway        | Darby Dan Farm                       | 2:01.80 |
| 1962 | Decidedly         | Bill Hartack        | Horatio Luro           | El Peco Ranch                        | 2:00.40 |
| 1961 | Carry Back        | Johnny Sellers      | Jack A. Price          | Katherine Price                      | 2:04.00 |
| 1960 | Venetian Way      | Bill Hartack        | Victor J. Sovinski     | Sunny Blue Farm                      | 2:02.40 |
| 1959 | Tomy Lee          | Bill Shoemaker      | Frank E. Childs        | Fred & Juliette Turner               | 2:02.20 |
| 1958 | Tim Tam           | Ismael Valenzuela   | Jimmy Jones            | Calumet Farm                         | 2:05.00 |
| 1957 | Iron Liege        | Bill Hartack        | Jimmy Jones            | Calumet Farm                         | 2:02.20 |
| 1956 | Needles           | David Erb           | Hugh L. Fontaine       | D & H Stable                         | 2:03.40 |
| 1955 | Swaps             | Bill Shoemaker      | Mesh Tenney            | Rex C. Ellsworth                     | 2:01.80 |
| 1954 | Determine         | Raymond York        | William Molter         | Andrew J. Crevolin                   | 2:03.00 |
| 1953 | Dark Star         | Hank Moreno         | Eddie Hayward          | Cain Hoy Stable                      | 2:02.00 |
| 1952 | Hill Gail         | Eddie Arcaro        | Ben A. Jones           | Calumet Farm                         | 2:01.60 |
| 1951 | Count Turf        | Conn McCreary       | Sol Rutchick           | Jack J. Amiel                        | 2:02.60 |
| 1950 | Middleground      | William Boland      | Max Hirsch             | King Ranch                           | 2:01.60 |
| 1949 | Ponder            | Steve Brooks        | Ben A. Jones           | Calumet Farm                         | 2:04.20 |
| 1948 | Citation          | Eddie Arcaro        | Ben A. Jones           | Calumet Farm                         | 2:05.40 |
| 1947 | Jet Pilot         | Eric Guerin         | Tom Smith              | Maine Chance Farm                    | 2:06.80 |
| 1946 | Assault           | Warren Mehrtens     | Max Hirsch             | King Ranch                           | 2:06.60 |
| 1945 | Hoop Jr.          | Eddie Arcaro        | Ivan H. Parke          | Fred W. Hooper                       | 2:07.00 |
| 1944 | Pensive           | Conn McCreary       | Ben A. Jones           | Calumet Farm                         | 2:04.20 |
| 1943 | Count Fleet       | Johnny Longden      | Don Cameron            | Fannie Hertz                         | 2:04.00 |
| 1942 | Shut Out          | Wayne D. Wright     | John M. Gaver Sr.      | Greentree Stable                     | 2:04.40 |
| 1941 | Whirlaway         | Eddie Arcaro        | Ben A. Jones           | Calumet Farm                         | 2:01.40 |
| 1940 | Gallahadion       | Carroll Bierman     | Roy Waldron            | Milky Way Farm                       | 2:05.00 |
| 1939 | Johnstown         | James Stout         | Jim Fitzsimmons        | Belair Stud                          | 2:03.40 |
| 1938 | Lawrin            | Eddie Arcaro        | Ben A. Jones           | Herbert M. Woolf                     | 2:04.80 |
| 1937 | War Admiral       | Charley Kurtsinger  | George Conway          | Glen Riddle Farm                     | 2:03.20 |
| 1936 | Bold Venture      | Ira Hanford         | Max Hirsch             | Morton L. Schwartz                   | 2:03.60 |
| 1935 | Omaha             | Willie Saunders     | Jim Fitzsimmons        | Belair Stud                          | 2:05.00 |
| 1934 | Cavalcade         | Mack Garner         | Bob Smith              | Brookmeade Stable                    | 2:04.00 |
| 1933 | Brokers Tip       | Don Meade           | Herbert J. Thompson    | Edward R. Bradley                    | 2:06.80 |
| 1932 | Burgoo King       | Eugene James        | Herbert J. Thompson    | Edward R. Bradley                    | 2:05.20 |
| 1931 | Twenty Grand      | Charley Kurtsinger  | James G. Rowe Jr.      | Greentree Stable                     | 2:01.80 |
| 1930 | Gallant Fox       | Earl Sande          | Jim Fitzsimmons        | Belair Stud                          | 2:07.60 |
| 1929 | Clyde Van Dusen   | Linus McAtee        | Clyde Van Dusen        | Herbert P. Gardner                   | 2:10.80 |
| 1928 | Reigh Count       | Chick Lang          | Bert S. Michell        | Fannie Hertz                         | 2:10.40 |
| 1927 | Whiskery          | Linus McAtee        | Fred Hopkins           | Harry P. Whitney                     | 2:06.00 |
| 1926 | Bubbling Over     | Albert Johnson      | Herbert J. Thompson    | Edward R. Bradley                    | 2:03.80 |
| 1925 | Flying Ebony      | Earl Sande          | William B. Duke        | Gifford A. Cochran                   | 2:07.60 |
| 1924 | Black Gold        | John D. Mooney      | Hanley Webb            | Rosa M. Hoots                        | 2:05.20 |
| 1923 | Zev               | Earl Sande          | David J. Leary         | Rancocas Stable                      | 2:05.40 |
| 1922 | Morvich           | Albert Johnson      | Fred Burlew            | Benjamin Block                       | 2:04.60 |
| 1921 | Behave Yourself   | Charles Thompson    | Herbert J. Thompson    | Edward R. Bradley                    | 2:04.20 |
| 1920 | Paul Jones        | Ted Rice            | Billy Garth            | Ral Parr                             | 2:09.00 |
| 1919 | Sir Barton        | Johnny Loftus       | H. Guy Bedwell         | J. K. L. Ross                        | 2:09.80 |
| 1918 | Exterminator      | William Knapp       | Henry McDaniel         | Willis Sharpe Kilmer                 | 2:10.80 |
| 1917 | Omar Khayyam      | Charles Borel       | Charles T. Patterson   | Billings & Johnson                   | 2:04.60 |
| 1916 | George Smith      | Johnny Loftus       | Hollie Hughes          | John Sanford                         | 2:04.00 |
| 1915 | Regret            | Joe Notter          | James G. Rowe Sr.      | Harry P. Whitney                     | 2:05.40 |
| 1914 | Old Rosebud       | John McCabe         | Frank D. Weir          | Hamilton C. Applegate                | 2:03.40 |
| 1913 | Donerail          | Roscoe Goose        | Thomas P. Hayes        | Thomas P. Hayes                      | 2:04.80 |
| 1912 | Worth             | Carroll H. Shilling | Frank M. Taylor        | Henry C. Hallenbeck                  | 2:09.40 |
| 1911 | Meridian          | George Archibald    | Albert Ewing           | Richard F. Carman                    | 2:05.00 |
| 1910 | Donau             | Frederick Herbert   | George Ham             | William Gerst                        | 2:06.40 |
| 1909 | Wintergreen       | Vincent Powers      | Charles Mack           | Jerome B. Respess                    | 2:08.20 |
| 1908 | Stone Street      | Arthur Pickens      | J. W. Hall             | C. E. & J. W. Hamilton               | 2:15.20 |
| 1907 | Pink Star         | Andy Minder         | W. H. Fizer            | J. Hal Woodford                      | 2:12.60 |
| 1906 | Sir Huon          | Roscoe Troxler      | Pete Coyne             | Bashford Manor Stable                | 2:08.80 |
| 1905 | Agile             | Jack Martin         | Robert Tucker          | Samuel S. Brown                      | 2:10.75 |
| 1904 | Elwood            | Shorty Prior        | Charles E. Durnell     | Mrs. C. E. Durnell                   | 2:08.50 |
| 1903 | Judge Himes       | Hal Booker          | John P. Mayberry       | Charles R. Ellison                   | 2:09.00 |
| 1902 | Alan-a-Dale       | Jimmy Winkfield     | Thomas C. McDowell     | Thomas C. McDowell                   | 2:08.75 |
| 1901 | His Eminence      | Jimmy Winkfield     | Frank B. Van Meter     | Frank B. Van Meter                   | 2:07.75 |
| 1900 | Lieut. Gibson     | Jimmy Boland        | Charles Hughes         | Charles H. Smith                     | 2:06.25 |
| 1899 | Manuel            | Fred Taral          | Robert J. Walden       | A. H. & D. H. Morris                 | 2:12.00 |
| 1898 | Plaudit           | Willie Simms        | John E. Madden         | John E. Madden                       | 2:09.00 |
| 1897 | Typhoon II        | Buttons Garner      | J. C. Cahn             | J. C. Cahn                           | 2:12.50 |
| 1896 | Ben Brush         | Willie Simms        | Hardy Campbell Jr.     | Mike F. Dwyer                        | 2:07.75 |
| 1895 | Halma             | Soup Perkins        | Byron McClelland       | Byron McClelland                     | 2:37.50 |
| 1894 | Chant             | Frank Goodale       | H. Eugene Leigh        | Leigh & Rose                         | 2:41.00 |
| 1893 | Lookout           | Eddie Kunze         | William McDaniel       | Cushing & Orth                       | 2:39.25 |
| 1892 | Azra              | Alonzo Clayton      | John H. Morris         | Bashford Manor Stable                | 2:41.50 |
| 1891 | Kingman           | Isaac Murphy        | Dud Allen              | Jacobin Stable                       | 2:52.25 |
| 1890 | Riley             | Isaac Murphy        | Edward Corrigan        | Edward Corrigan                      | 2:45.00 |
| 1889 | Spokane           | Thomas Kiley        | John Rodegap           | Noah Armstrong                       | 2:34.50 |
| 1888 | Macbeth II        | George Covington    | John Campbell          | Chicago Stable                       | 2:38.00 |
| 1887 | Montrose          | Isaac Lewis         | John McGinty           | Labold Brothers                      | 2:39.25 |
| 1886 | Ben Ali           | Paul Duffy          | Jim Murphy             | J. B. A. Haggin                      | 2:36.50 |
| 1885 | Joe Cotton        | Erskine Henderson   | Abe Perry              | James T. Williams                    | 2:37.25 |
| 1884 | Buchanan          | Isaac Murphy        | William Bird           | William Cottrill                     | 2:40.25 |
| 1883 | Leonatus          | Billy Donohue       | Raleigh Colston        | Chinn & Morgan                       | 2:43.00 |
| 1882 | Apollo            | Babe Hurd           | Green B. Morris        | Morris & Patton                      | 2:40.00 |
| 1881 | Hindoo            | Jim McLaughlin      | James G. Rowe Sr.      | Dwyer Bros. Stable                   | 2:40.00 |
| 1880 | Fonso             | George Lewis        | Tice Hutsell           | J. Snell Shawhan                     | 2:37.50 |
| 1879 | Lord Murphy       | Charlie Shauer      | George Rice            | Darden & Co                          | 2:37.00 |
| 1878 | Day Star          | Jimmy Carter        | Lee Paul               | T. J. Nichols                        | 2:37.25 |
| 1877 | Baden-Baden       | Billy Walker        | Edward D. Brown        | Daniel Swigert                       | 2:38.00 |
| 1876 | Vagrant           | Bobby Swim          | James Williams         | William Astor Jr.                    | 2:38.25 |
| 1875 | Aristides         | Oliver Lewis        | Ansel Williamson       | Hal P. McGrath                       | 2:37.75 |

## Record

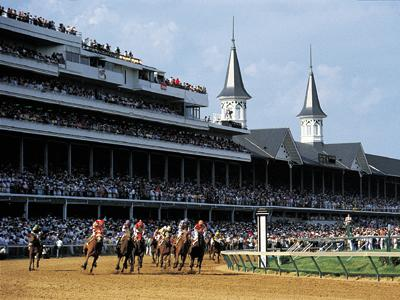
Immagine di gara del Kentucky Derby

- Maggior numero di vittorie per un fantino

5 - Eddie Arcaro (1938, 1941, 1945, 1948, 1952)
5 - Bill Hartack (1957, 1960, 1962, 1964, 1969)
- Maggior numero di vittorie per un allenatore

6 - Ben A. Jones (1938, 1941, 1944, 1948, 1949, 1952)
- Maggior numero di vittorie per un proprietario

8 - Calumet Farm (1941, 1944, 1948, 1949, 1952, 1957, 1958, 1968)
- Miglior tempo

1:59.40 - Secretariat (1973)
- Vittoria con più margine

8 lunghezze - Assault (1946)
8 lunghezze - Whirlaway (1941)
- Vincitore con quota più alta

91 a 1 - Donerail (1913)